# Sphaerodactylus sabanus
Sphaerodactylus sabanus este o specie de șopârle din genul Sphaerodactylus, familia Gekkonidae, descrisă de Cochran 1938. Conform Catalogue of Life specia Sphaerodactylus sabanus nu are subspecii cunoscute.

## Galerie

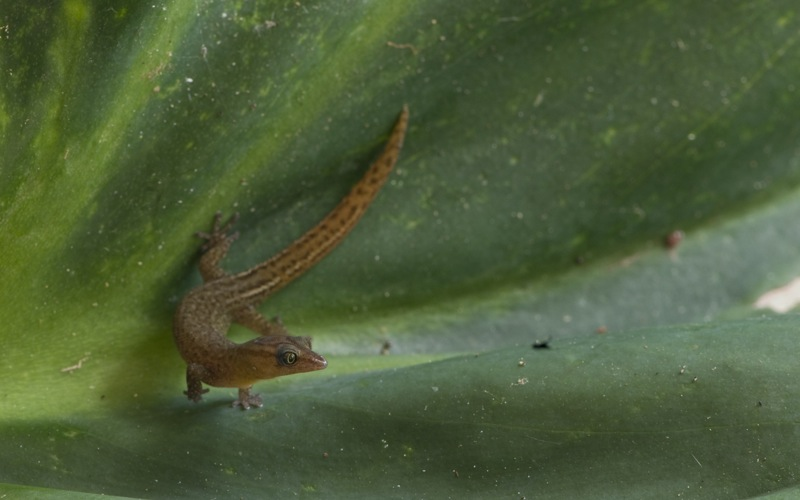